# John Martin Schaeberle
John Martin Schaeberle (Gäufelden, 10 gennaio 1853 – Ann Arbor, 17 settembre 1924) è stato un astronomo tedesco naturalizzato statunitense.

## Biografia
Nato nel Regno di Württemberg nel 1853, l'anno successivo emigrò con la famiglia negli Stati Uniti. La maggior parte delle fonti si riferisce a lui come John M. Schaeberle, ma la sua famiglia e i suoi amici lo chiamavano Martin.
Frequentò le scuole pubbliche e successivamente lavorò come apprendista in un'officina meccanica. Durante il suo apprendistato, si interessò all'astronomia e decise di finire la scuola superiore. Divenne poi studente di James Craig Watson all'Università del Michigan, laureandosi nel 1876 come ingegnere civile; tuttavia si dedicò successivamente all'astronomia, insegnandola all'Università del Michigan dal 1876 al 1888. Possedeva anche un osservatorio privato, dal quale scoprì due comete, C/1880 G1 (Schaeberle) e C/1881 N1 (Schaeberle). Nel 1888 divenne uno dei primi astronomi dell'Osservatorio Lick.
Fu responsabile della spedizione per osservare l'eclissi solare a Caienna nel 1889 e di quelle in Cile nel 1893 e in Giappone nel 1896. Progettò la "camera Schaeberle" per scattare foto del Sole e della sua corona durante le eclissi solari totali. Scoprì anche Procione B, la debole stella nana bianca compagna di Procione, nel 1896.
Si dimise dall'Osservatorio Lick quando James E. Keeler ne fu nominato direttore al suo posto nel 1898, nonostante fosse stato direttore facente funzioni dall'anno precedente. Dedicò tempo ai viaggi e poi continuò gli studi astronomici ad Ann Arbor. Non ricoprì mai più un altro incarico astronomico e fu un frequente collaboratore di riviste astronomiche.
Schaeberle morì ad Ann Arbor nel 1924. Gli sono stati dedicati due crateri, uno della Luna e uno di Marte.